# Station Eerken
Station Eerken is een spoorweghalte langs spoorlijn 139 (Leuven - Ottignies) in Eerken (Frans: Archennes), een deelgemeente van de gemeente Graven (Grez-Doiceau).

## Treindienst
| Serie | Treinsoort | Route                               | Bijzonderheden |
| ----- | ---------- | ----------------------------------- | -------------- |
| S 20  | GEN (NMBS) | Leuven – Eerken – Waver – Ottignies |                |

## Galerij

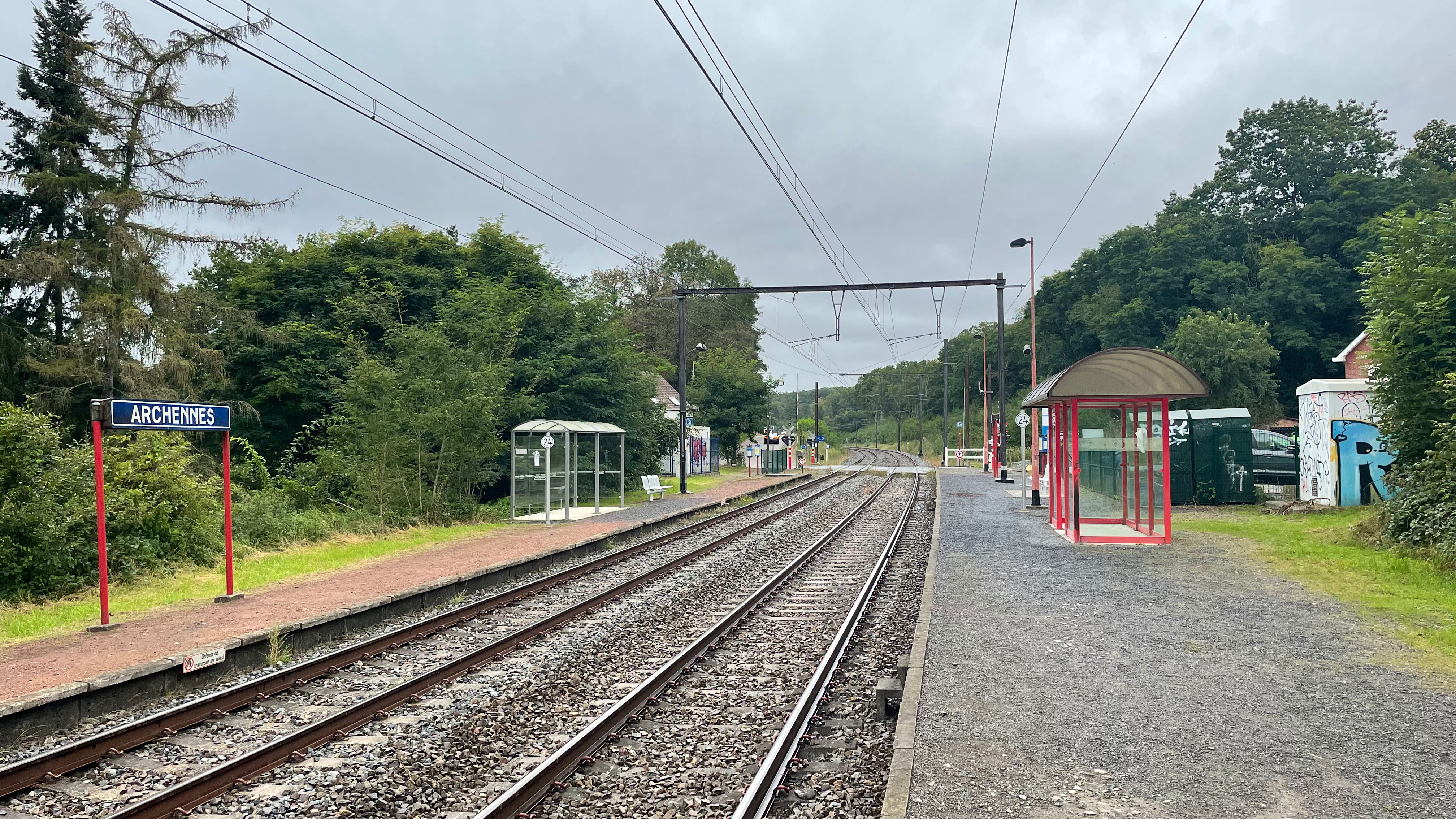
Zicht op het perron
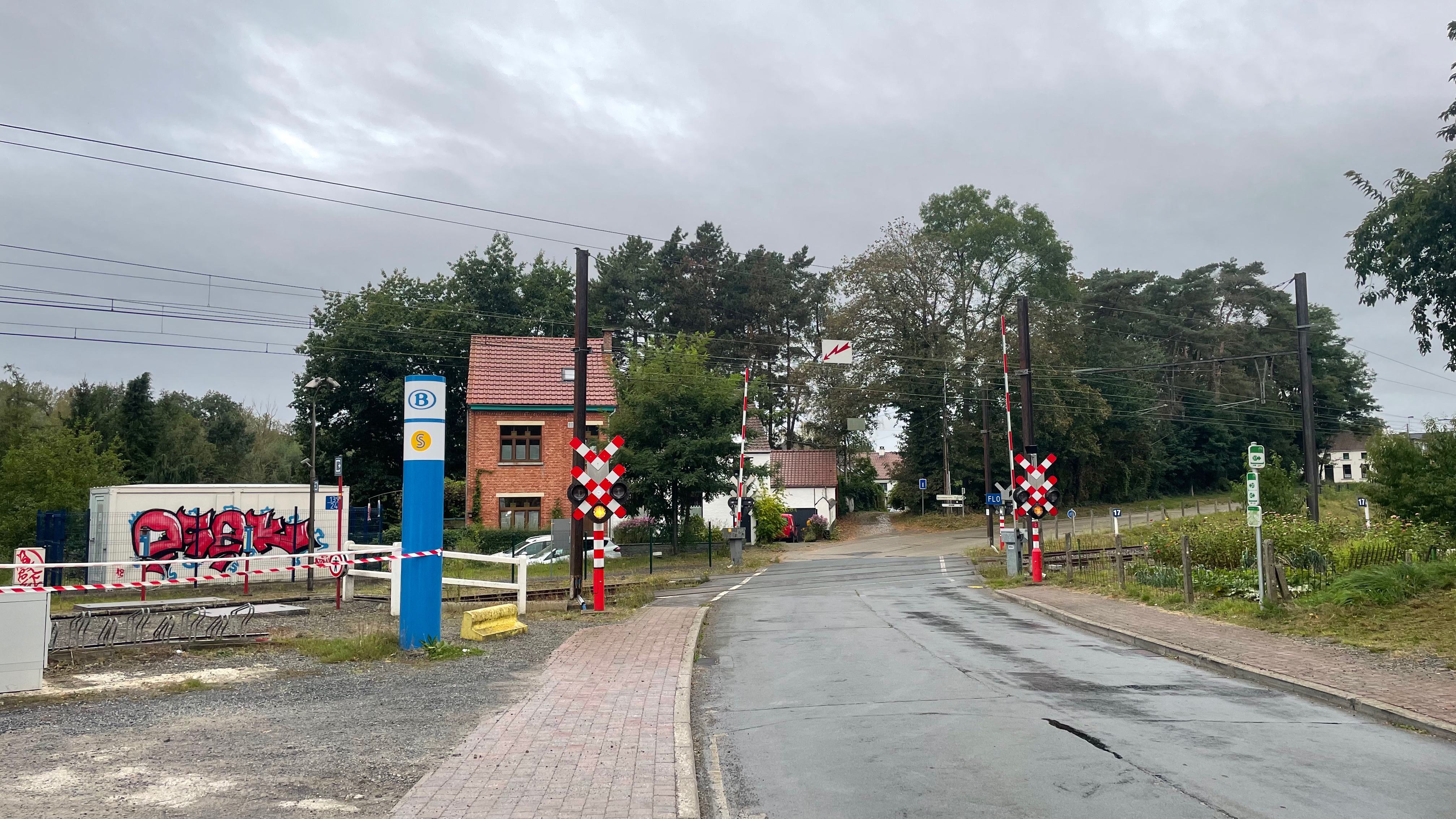
Overweg aan het station
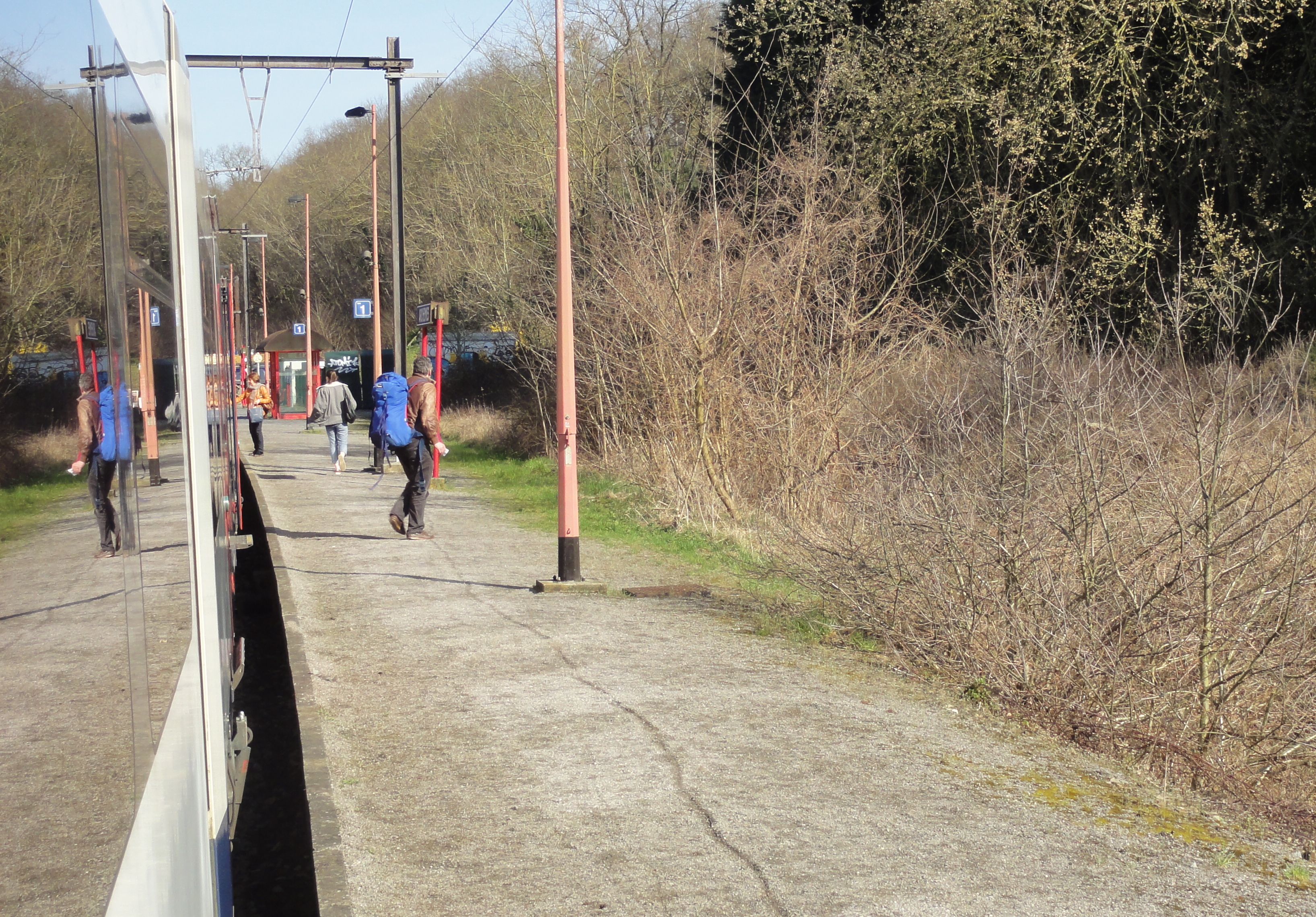

## Reizigerstellingen

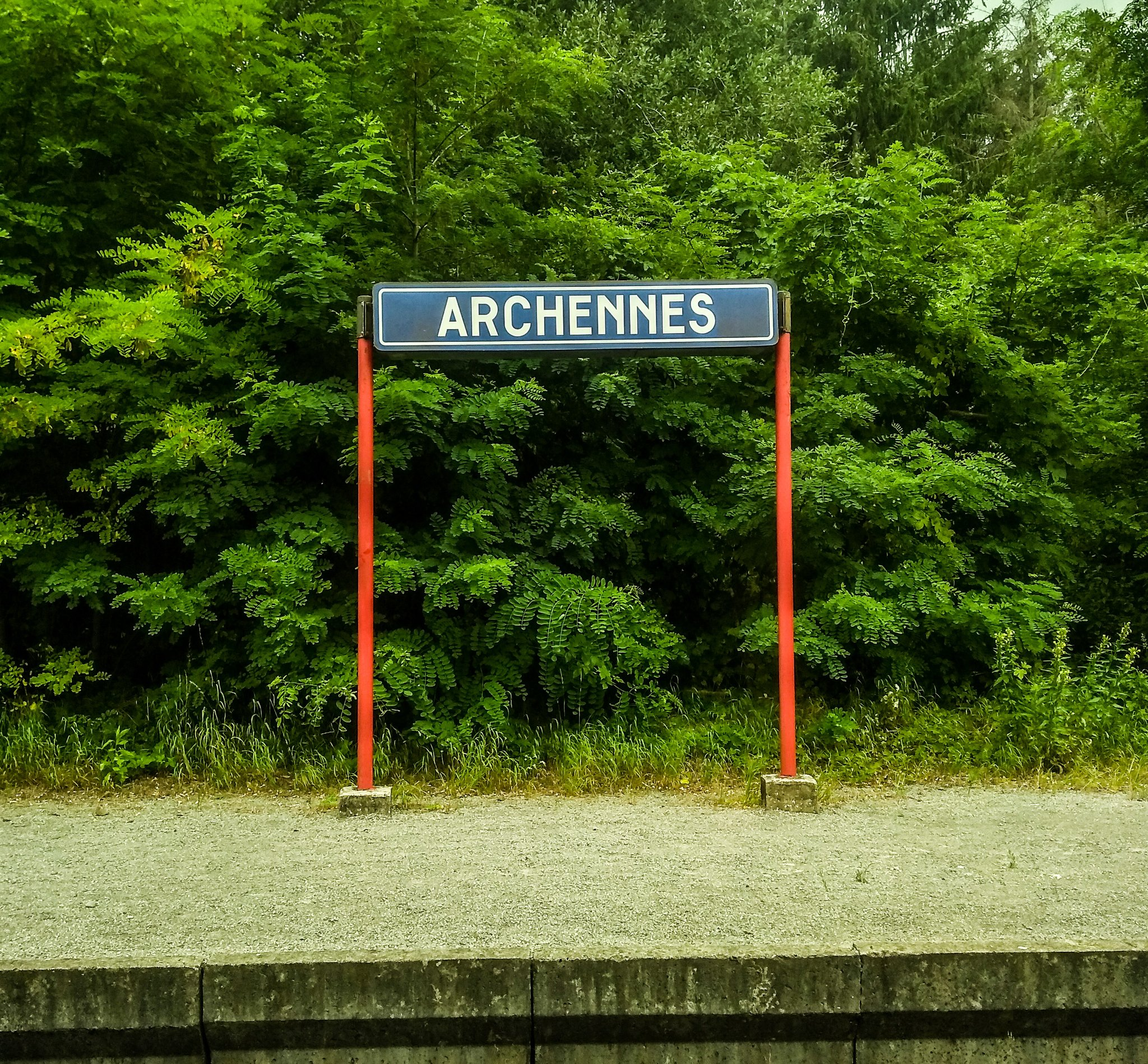
Een stationsbord naast het treinspoor.

De grafiek en tabel geven het gemiddeld aantal instappende reizigers weer op een week-, zater- en zondag.
| Tabel: aantal instappende reizigers station Archennes | Tabel: aantal instappende reizigers station Archennes | Tabel: aantal instappende reizigers station Archennes | Tabel: aantal instappende reizigers station Archennes |
|                                                       | Weekdag                                               | Zaterdag                                              | Zondag                                                |
| ----------------------------------------------------- | ----------------------------------------------------- | ----------------------------------------------------- | ----------------------------------------------------- |
| 1977                                                  | 89                                                    | 21                                                    | 15                                                    |
| 1978                                                  | 92                                                    | 24                                                    | 14                                                    |
| 1979                                                  | 98                                                    | 20                                                    | 23                                                    |
| 1980                                                  | 92                                                    | 26                                                    | 19                                                    |
| 1981                                                  | 83                                                    | 29                                                    | 15                                                    |
| 1982                                                  | 91                                                    | 22                                                    | 22                                                    |
| 1983                                                  | 77                                                    | 14                                                    | 15                                                    |
| 1984                                                  | 69                                                    | 22                                                    | 15                                                    |
| 1985                                                  | 79                                                    | 23                                                    | 25                                                    |
| 1986                                                  | 73                                                    | 28                                                    | 27                                                    |
| 1987                                                  | 92                                                    | 29                                                    | 37                                                    |
| 1988                                                  | 87                                                    | 28                                                    | 30                                                    |
| 1989                                                  | 101                                                   | 48                                                    | 57                                                    |
| 1990                                                  | 74                                                    | 33                                                    | 21                                                    |
| 1991                                                  | 83                                                    | 24                                                    | 36                                                    |
| 1992                                                  | 87                                                    | 31                                                    | 32                                                    |
| 1993                                                  | 85                                                    | 52                                                    | 19                                                    |
| 1994                                                  | 81                                                    | 41                                                    | 18                                                    |
| 1995                                                  | 85                                                    | 35                                                    | 22                                                    |
| 1996                                                  | 93                                                    | 51                                                    | 19                                                    |
| 1997                                                  | 78                                                    | 78                                                    | 29                                                    |
| 1998                                                  | 90                                                    | 74                                                    | 8                                                     |
| 1999                                                  | 74                                                    | 38                                                    | 20                                                    |
| 2000                                                  | 63                                                    | 36                                                    | 15                                                    |
| 2001                                                  | 62                                                    | 18                                                    | 18                                                    |
| 2002                                                  | 67                                                    | 24                                                    | 12                                                    |
| 2003                                                  | 86                                                    | 28                                                    | 10                                                    |
| 2004                                                  | 96                                                    | 36                                                    | 10                                                    |
| 2005                                                  | 114                                                   | 60                                                    | 39                                                    |
| 2006                                                  | 131                                                   | 50                                                    | 48                                                    |
| 2007                                                  | 105                                                   | 36                                                    | 24                                                    |
| 2008                                                  | -                                                     | -                                                     | -                                                     |
| 2009                                                  | 125                                                   | 49                                                    | 40                                                    |
| 2010                                                  | -                                                     | -                                                     | -                                                     |
| 2011                                                  | -                                                     | -                                                     | -                                                     |
| 2012                                                  | 134                                                   | 38                                                    | 31                                                    |
| 2013                                                  | 112                                                   | 40                                                    | 41                                                    |
| 2014                                                  | 119                                                   | 37                                                    | 38                                                    |
| 2015                                                  | 113                                                   | 39                                                    | 36                                                    |
| 2016                                                  | 111                                                   | 34                                                    | 30                                                    |
| 2017                                                  | 135                                                   | 41                                                    | 36                                                    |
| 2018                                                  | 116                                                   | 28                                                    | 23                                                    |
| 2019                                                  | 148                                                   | 10                                                    | 11                                                    |
| 2020                                                  | 102                                                   | 33                                                    | 30                                                    |
| 2021                                                  | -                                                     | -                                                     | -                                                     |
| 2022                                                  | 215                                                   | 63                                                    | 82                                                    |
| 2023                                                  | 157                                                   | 62                                                    | 53                                                    |
| 2024                                                  | 148                                                   | 70                                                    | 45                                                    |

0,0: Leuven ·
3,0: Heverlee ·
8,4: Oud-Heverlee ·
10,8: Zoetwater ·
12,0: Sint-Joris-Weert ·
14,5: Pécrot ·
16,9: Florival ·
18,0: Eerken ·
20,0: Gastuche ·
21,9: Basse-Wavre ·
24,0: Wavre ·
25,1: Bierges-Walibi ·
26,8: Limal ·
29,0: Ottignies